# 苏海尔·沙欣
穆罕默德·苏海尔·沙欣（普什圖語：‎，？—），塔利班驻卡塔尔政治办事处发言人。会讲流利的英语和乌尔都语。2021年9月，被塔利班政權派任為阿富汗駐聯合國代表，但原阿富汗政府的駐聯合國代表尚未離任。

## 外部連結
- 苏海尔·沙欣的X（前Twitter）